# Završje Netretićko
 Završje Netretićko  falu Horvátországban Károlyváros megyében. Közigazgatásilag Netretićhez tartozik.

## Fekvése
Károlyvárostól 10 km-re északnyugatra, községközpontjától  4 km-re északkeletre fekszik.

## Története
Završje (nevének régebbi formájában Zavrh) Szent Kereszt plébániáját már 1334-ben említi Ivan goricai főesperes a zágrábi káptalan statutumában. Radoslav Lopašić károlyvárosi történésznek a 19. században a Kulpa és a Korana vidékéről írt művében áttekintést nyújt a goricai főesperesség területén egykor létezett nemesi községekről. A  Dobra folyó vidékén a középkorban található szabad községek között Završjét is megemlíti. A község élén a bíró állt, akit a Dobra vidékén ugyanúgy mint Draganićon régi szóhasználattal zsupánnak neveztek. Ezeknek a szabad nemesi községeknek saját szokásjoguk és törvénykezésük volt, nagyfokú önállósággal rendelkeztek. A 16. századra nagy részük elveszítette korábbi szabadságát és függetlenségét, szabad nemesei pedig jobbágyokká lettek. Ozaly és környéke ekkor már az ország nagy részéhez hasonlóan a Frangepánok és a Zrínyiek uralma alatt állt. A település plébániája arról is nevezetes, hogy itt hosszú ideig fennmaradt a horvát nyelvű misézés, mint ahogy azt az 1686-os egyházlátogatás is megemlíti. A horvát nyelv a latinnal szemben a községi hivatalos okiratokban is sokáig elterjedt volt.
A falunak 1857-ben 246, 1910-ben 235 lakosa volt. A  trianoni békeszerződésig Zágráb vármegye Károlyvárosi járásához tartozott. A településnek  2011-ben 74 lakosa volt.

## Nevezetességei
- A Szent Kereszt felmagasztalása tiszteletére szentelt plébániatemploma[2] a falu feletti dombtetőn áll, látványa messziről uralja a tájat. A templom középkori eredetű, 1334-ben már biztosan állt. Ősi voltát az is igazolja, hogy körülötte temető található. Háromhajós szakrális épület, téglalap alaprajzzal, háromoldalú szentéllyel és a főhomlokzatból kiemelkedő harangtoronnyal. Barokk, neo stílusú és szecessziós berendezése van. Orgonája Heferer műhelyében készült. A középkori templomot 1744-ben barokk stílusban építették át, amikor oldalhajókat építettek hozzá, és a szentély kibővítették. Az 1809-es tűzvész után a nyolcszögletű harangtornyot a maira cserélték.
- A Szent József-kápolna[3] a plébánia mellett áll, egykor ekörül is temető volt. A kápolna és a plébánia barokk épületkomplexuma a településen kívül, a plébániatemplom alatti dombon áll. A kápolna egyhajós épület, téglalap alakú hajóval, keskenyebb, hosszúkás sokszög záródású szentéllyel, a szentély melletti sekrestyével és a főhomlokzat előtti harangtoronnyal. Az eredeti barokk berendezést nem őrizték meg. A szentélyben egy tiroli eredetű oltár található, mely a 19. és a 20. század fordulóján készült. A kápolna 1709-ben épült, feltehetően egy régebbi templom alapjaira. Az 1745-ös átépítés során harangtornyot is kapott. A kápolnával egy időben épült fel a plébániaház.
- A régi iskolaépület ma faluházként működik. A gyerekek Netertićre járnak iskolába.

## Lakosság
| Lakosság változása | Lakosság változása | Lakosság változása | Lakosság változása | Lakosság változása | Lakosság változása | Lakosság változása | Lakosság változása | Lakosság változása | Lakosság változása | Lakosság változása | Lakosság változása | Lakosság változása | Lakosság változása | Lakosság változása | Lakosság változása |
| ------------------ | ------------------ | ------------------ | ------------------ | ------------------ | ------------------ | ------------------ | ------------------ | ------------------ | ------------------ | ------------------ | ------------------ | ------------------ | ------------------ | ------------------ | ------------------ |
| 1857               | 1869               | 1880               | 1890               | 1900               | 1910               | 1921               | 1931               | 1948               | 1953               | 1961               | 1971               | 1981               | 1991               | 2001               | 2011               |
| 246                | 257                | 239                | 254                | 284                | 235                | 239                | 281                | 295                | 283                | 249                | 203                | 142                | 129                | 104                | 74                 |